# Eduard Kunz (piragüista)
Eduard Kunz fue un deportista suizo que compitió en piragüismo en la modalidad de eslalon. Ganó dos medallas en el Campeonato Mundial de Piragüismo en Eslalon, oro en 1949 y bronce en 1951.

## Palmarés internacional
| Campeonato Mundial | Campeonato Mundial | Campeonato Mundial | Campeonato Mundial |
| Año                | Lugar              | Medalla            | Competición        |
| ------------------ | ------------------ | ------------------ | ------------------ |
| 1949               | Ginebra (Suiza)    | Medalla de oro     | F1 por equipos     |
| 1951               | Steyr (Austria)    | Medalla de bronce  | F1 por equipos     |